# ناحیه لیویت، میشیگان
ناحیه لیویت (به انگلیسی: Leavitt Township) یک منطقهٔ مسکونی در ایالات متحده آمریکا است که در شهرستان اوشنا، میشیگان واقع شده‌است.
 ناحیه لیویت ۹۳٫۰ کیلومتر مربع مساحت و ۸۹۱ نفر جمعیت دارد و ۲۵۲ متر بالاتر از سطح دریا واقع شده‌است.